# Hrabstwo Wright (Iowa)
Hrabstwo Wright – hrabstwo w Stanach Zjednoczonych w stanie Iowa.

## Miasta
| - Belmond - Clarion | - Dows - Eagle Grove | - Galt - Goldfield | - Rowan - Woolstock |

## Sąsiednie hrabstwa
- Hrabstwo Hancock
- Hrabstwo Franklin
- Hrabstwo Hamilton
- Hrabstwo Webster
- Hrabstwo Humboldt